# Philodryas olfersii
Philodryas olfersii är en ormart som beskrevs av Lichtenstein 1823. Philodryas olfersii ingår i släktet Philodryas och familjen snokar.
Denna orm förekommer i Sydamerika öster om Anderna från Venezuela till norra Argentina och norra Uruguay. Arten lever i låglandet och i bergstrakter upp till 1700 meter över havet. Habitatet utgörs av skogar och savanner. Philodryas olfersii har ödlor, groddjur och små däggdjur som föda. Honor lägger ägg.
För beståndet är inga hot kända. Hela populationen anses vara stabil. IUCN listar arten som livskraftig (LC).

## Underarter
Arten delas in i följande underarter:
- P. o. olfersii
- P. o. herbeus
- P. o. latirostris